# Buck Lake, Alberta
Buck Lake är en sjö i Kanada.   Den ligger i provinsen Alberta, i den centrala delen av landet, 2 900 km väster om huvudstaden Ottawa. Buck Lake ligger 878 meter över havet. Arean är 24,6 kvadratkilometer. Den sträcker sig 8,8 kilometer i nord-sydlig riktning, och 6,0 kilometer i öst-västlig riktning.
Runt Buck Lake är det mycket glesbefolkat, med 3 invånare per kvadratkilometer.